# Torneo Anual 2019 de Primera B (Liga Chacarera)
El Torneo Anual 2019, de Primera B organizado por la Liga Chacarera de Fútbol. Comenzará en el mes de agosto y estará finalizado en el mes de diciembre.
Se disputará a una dos ruedas, por el sistema de todos contra todos. El torneo otorgará dos ascensos a la máxima categoría de la entidad chacarera y una plaza al Torneo Provincial 2020 para el campeón.

## Formato

### Competición
- El torneo se jugará a dos ruedas con el sistema de Todos Contra Todos.
- El equipo que se ubique en la primera ubicación de la Tabla de posiciones al finalizar el torneo, se consagrará campeón, ascenderá a la Primera División y clasificará al Torneo Provincial 2020.
- Los equipos ubicados del 2° al 5° puesto jugarán el Petit Torneo y quién resulte ganador del mismo, obtendrá el segundo ascenso a la Primera División.

## Equipos participantes
| # | Equipo                                         | Ciudad                  | Departamento        |
| - | ---------------------------------------------- | ----------------------- | ------------------- |
| 1 | Ateneo Mariano Moreno                          | Villa Dolores           | Valle Viejo         |
| 2 | Club Deportivo Sumalao                         | Sumalao                 | Valle Viejo         |
| 3 | Club Deportivo Juventud Unida                  | La Falda de San Antonio | Fray Mamerto Esquiú |
| 4 | Club Social, Cultural y Deportivo El Auténtico | Catamarca               | Capital             |
| 5 | Club Social, Cultural y Deportivo La Estación  | Miraflores              | Capayán             |
| 6 | Club Social y Deportivo Las Pirquitas          | Las Pirquitas           | Fray Mamerto Esquiú |
| 7 | Club Social y Deportivo San Antonio            | San Antonio             | Fray Mamerto Esquiú |
| 8 | Club Sportivo Villa Dolores                    | Villa Dolores           | Valle Viejo         |

### Distribución geográfica de los equipos
| Departamento        | Cant. | Equipos                                                  |
| ------------------- | ----- | -------------------------------------------------------- |
| Fray Mamerto Esquiú | 3     | Juventud Unida (LF), Las Pirquitas y Social San Antonio. |
| Valle Viejo         | 3     | Ateneo M. Moreno, Deportivo Sumalao y Villa Dolores.     |
| Capital             | 1     | El Auténtico.                                            |
| Capayán             | 1     | La Estación.                                             |
| Total               | 8     |                                                          |

## Competición

### Tabla de posiciones
| Pos. | Equipo                    | Pts. | PJ | PG | PE | PP | GF | GC | Dif. |
| ---- | ------------------------- | ---- | -- | -- | -- | -- | -- | -- | ---- |
| 01.º | Ateneo Mariano Moreno     | 31   | 14 | 9  | 4  | 1  | 29 | 10 | 19   |
| 02.º | El Auténtico (Capital)    | 27   | 14 | 8  | 3  | 3  | 25 | 19 | 6    |
| 03.º | Villa Dolores             | 26   | 14 | 8  | 2  | 4  | 25 | 16 | 9    |
| 04.º | La Estación (Miraflores)  | 24   | 14 | 7  | 3  | 4  | 34 | 23 | 11   |
| 05.º | Deportivo Sumalao         | 20   | 14 | 6  | 2  | 6  | 22 | 17 | 5    |
| 06.º | Social San Antonio        | 19   | 14 | 5  | 4  | 5  | 22 | 19 | 3    |
| 07.º | Juventud Unida (La Falda) | 8    | 14 | 2  | 2  | 10 | 17 | 29 | −12  |
| 08.º | Las Pirquitas             | 2    | 14 | 0  | 2  | 12 | 7  | 48 | −41  |

|  | El equipo que ocupe esta posición se consagrará campeón.          |
|  | Los equipos ubicados en esta posición clasifican al Petit Torneo. |

#### Evolución de las posiciones
| Equipo / Fecha      | 1  | 2  | 3  | 4  | 5  | 6  | 7  | 8  | 9  | 10 | 11 | 12 | 13 | 14 |
| ------------------- | -- | -- | -- | -- | -- | -- | -- | -- | -- | -- | -- | -- | -- | -- |
| Ateneo M. Moreno    | 04 | 01 | 04 | 05 | 04 | 02 | 02 | 02 | 02 | 02 | 02 | 01 | 01 | 01 |
| Deportivo Sumalao   | 06 | 04 | 05 | 04 | 03 | 04 | 03 | 03 | 03 | 04 | 04 | 05 | 05 | 05 |
| El Auténtico        | 01 | 02 | 02 | 01 | 01 | 01 | 01 | 01 | 01 | 01 | 01 | 03 | 02 | 02 |
| Juventud Unida (LF) | 07 | 08 | 08 | 06 | 07 | 07 | 07 | 07 | 07 | 07 | 07 | 07 | 07 | 07 |
| La Estación         | 02 | 03 | 01 | 03 | 02 | 03 | 04 | 04 | 04 | 03 | 03 | 02 | 03 | 04 |
| Las Pirquitas       | 08 | 07 | 07 | 08 | 08 | 08 | 08 | 08 | 08 | 08 | 08 | 08 | 08 | 08 |
| Social San Antonio  | 05 | 06 | 03 | 02 | 05 | 05 | 05 | 06 | 05 | 06 | 06 | 06 | 06 | 06 |
| Villa Dolores       | 03 | 05 | 06 | 07 | 06 | 06 | 06 | 05 | 06 | 05 | 05 | 04 | 04 | 03 |

|  |

### Resultados
| Juventud Unida (LF) | 2 - 3 | Villa Dolores     | Primo A. Prevedello | 21 de junio | 15:00 |
| La Estación         | 3 - 2 | Deportivo Sumalao | Primo A. Prevedello | 22 de junio | 15:00 |
| Social San Antonio  | 1 - 1 | Ateneo M. Moreno  | Coronel Daza        | 23 de junio | 14:00 |
| Las Pirquitas       | 0 - 2 | El Auténtico      | Primo A. Prevedello | 23 de junio | 15:00 |

| Las Pirquitas     | 1 - 1 | Social San Antonio  | Primo A. Prevedello | 29 de junio | 14:00 |
| Deportivo Sumalao | 3 - 0 | Juventud Unida (LF) | Coronel Daza        | 30 de junio | 14:00 |
| Villa Dolores     | 0 - 2 | Ateneo M. Moreno    | Primo A. Prevedello | 30 de junio | 14:00 |
| El Auténtico      | 1 - 1 | La Estación         | Primo A. Prevedello | 30 de junio | 16:00 |

| Social San Antonio  | 3 - 1 | Villa Dolores     | Primo A. Prevedello | 5 de julio | 14:00 |
| Ateneo M. Moreno    | 1 - 1 | Deportivo Sumalao | Primo A. Prevedello | 6 de julio | 14:00 |
| Juventud Unida (LF) | 1 - 2 | El Auténtico      | Primo A. Prevedello | 8 de julio | 14:00 |
| La Estación         | 7 - 1 | Las Pirquitas     | Primo A. Prevedello | 8 de julio | 16:00 |

| La Estación       | 1 - 3 | Social San Antonio  | Coronel Daza        | 19 de julio | 14:00 |
| Deportivo Sumalao | 3 - 0 | Villa Dolores       | Primo A. Prevedello | 19 de julio | 14:00 |
| Las Pirquitas     | 0 - 2 | Juventud Unida (LF) | Primo A. Prevedello | 20 de julio | 14:00 |
| El Auténtico      | 2 - 1 | Ateneo M. Moreno    | Coronel Daza        | 21 de julio | 14:00 |

| Ateneo M. Moreno    | 5 - 1 | Las Pirquitas     | Primo A. Prevedello | 26 de julio | 14:00 |
| Social San Antonio  | 0 - 1 | Deportivo Sumalao | Primo A. Prevedello | 27 de julio | 14:00 |
| Juventud Unida (LF) | 1 - 2 | La Estación       | Primo A. Prevedello | 27 de julio | 16:00 |
| Villa Dolores       | 1 - 1 | El Auténtico      | Primo A. Prevedello | 28 de julio | 14:00 |

| Juventud Unida (LF) | 2 - 2 | Social San Antonio | Primo A. Prevedello | 2 de agosto | 14:30 |
| Las Pirquitas       | 0 - 3 | Villa Dolores      | Primo A. Prevedello | 2 de agosto | 16:30 |
| La Estación         | 0 - 2 | Ateneo M. Moreno   | Primo A. Prevedello | 3 de agosto | 14:30 |
| El Auténtico        | 1 - 0 | Deportivo Sumalao  | Primo A. Prevedello | 4 de agosto | 15:00 |

| Social San Antonio | 0 - 2 | El Auténtico        | Primo A. Prevedello | 23 de agosto | 14:45 |
| Ateneo M. Moreno   | 2 - 0 | Juventud Unida (LF) | Primo A. Prevedello | 24 de agosto | 15:30 |
| Deportivo Sumalao  | 2 - 0 | Las Pirquitas       | Primo A. Prevedello | 24 de agosto | 17:30 |
| Villa Dolores      | 1 - 3 | La Estación         | Primo A. Prevedello | 25 de agosto | 15:30 |

| Ateneo M. Moreno  | 1 - 0 | Social San Antonio  | Primo A. Prevedello | 6 de septiembre | 15:00 |
| Villa Dolores     | 3 - 1 | Juventud Unida (LF) | Primo A. Prevedello | 7 de septiembre | 14:00 |
| Deportivo Sumalao | 2 - 2 | La Estación         | Primo A. Prevedello | 7 de septiembre | 17:00 |
| El Auténtico      | 5 - 3 | Las Pirquitas       | Primo A. Prevedello | 8 de septiembre | 15:00 |

| Juventud Unida (LF) | 0 - 1 | Deportivo Sumalao | Primo A. Prevedello | 13 de septiembre | 15:00 |
| Ateneo M. Moreno    | 1 - 1 | Villa Dolores     | Primo A. Prevedello | 14 de septiembre | 15:00 |
| Social San Antonio  | 4 - 0 | Las Pirquitas     | Coronel Daza        | 15 de septiembre | 14:30 |
| La Estación         | 2 - 1 | El Auténtico      | Primo A. Prevedello | 15 de septiembre | 15:00 |

| Deportivo Sumalao | 1 - 4 | Ateneo M. Moreno    | Primo A. Prevedello | 27 de septiembre | 15:00 |
| El Auténtico      | 3 - 2 | Juventud Unida (LF) | Primo A. Prevedello | 28 de septiembre | 15:00 |
| Villa Dolores     | 2 - 0 | Social San Antonio  | Coronel Daza        | 29 de septiembre | 14:45 |
| Las Pirquitas     | 0 - 7 | La Estación         | Primo A. Prevedello | 29 de septiembre | 15:00 |

| Juventud Unida (LF) | 1 - 1 | Las Pirquitas     | Coronel Daza        | 4 de octubre | 15:00 |
| Villa Dolores       | 2 - 0 | Deportivo Sumalao | Primo A. Prevedello | 4 de octubre | 15:00 |
| Social San Antonio  | 1 - 1 | La Estación       | Primo A. Prevedello | 5 de octubre | 15:00 |
| Ateneo M. Moreno    | 2 - 2 | El Auténtico      | Primo A. Prevedello | 6 de octubre | 15:00 |

| El Auténtico      | 0 - 3 | Villa Dolores       | Primo A. Prevedello | 17 de octubre | 16:00 |
| Las Pirquitas     | 0 - 3 | Ateneo M. Moreno    | Coronel Daza        | 18 de octubre | 15:00 |
| Deportivo Sumalao | 2 - 3 | Social San Antonio  | Primo A. Prevedello | 18 de octubre | 17:00 |
| La Estación       | 4 - 3 | Juventud Unida (LF) | Primo A. Prevedello | 19 de octubre | 16:00 |

| Villa Dolores      | 2 - 0 | Las Pirquitas       | Coronel Daza        | 1 de noviembre | 15:00 |
| Social San Antonio | 1 - 2 | Juventud Unida (LF) | Primo A. Prevedello | 1 de noviembre | 17:00 |
| Deportivo Sumalao  | 0 - 1 | El Auténtico        | Primo A. Prevedello | 1 de noviembre | 19:00 |
| Ateneo M. Moreno   | 2 - 1 | La Estación         | Primo A. Prevedello | 2 de noviembre | 17:00 |

| La Estación         | 0 - 3 | Villa Dolores      | Primo A. Prevedello | 8 de noviembre  | 17:00 |
| Las Pirquitas       | 0 - 4 | Deportivo Sumalao  | Primo A. Prevedello | 9 de noviembre  | 17:00 |
| Juventud Unida (LF) | 0 - 2 | Ateneo M. Moreno   | Primo A. Prevedello | 10 de noviembre | 17:00 |
| El Auténtico        | 2 - 3 | Social San Antonio | Coronel Daza        | 10 de noviembre | 17:00 |

|  |

|                                                                  |
| Club Ateneo Mariano Moreno                                       |
| Campeón Torneo Anual 2019 (Primera B) Copa Ramón Antonio Iramaín |

## Estadísticas

### Goleadores
| Jugador                        | Equipo             | Goles |
| ------------------------------ | ------------------ | ----- |
| Fernando Flores                | Ateneo M. Moreno   | 11    |
| Cristian Luján                 | Social San Antonio | 10    |
| Gastón Medina                  | La Estación        | 10    |
| Diego Tula                     | Villa Dolores      | 8     |
| Actualizado al 11 de noviembre |                    |       |

| Ángel Gómez Cortéz        | Juventud Unida (LF) | 6 |
| Guillermo Ariza           | La Estación         | 6 |
| Simón Rodríguez           | Deportivo Sumalao   | 6 |
| Jeremías Bazán            | El Auténtico        | 5 |
| Luis Bustos               | Ateneo M. Moreno    | 5 |
| Brandon Carrasco          | Las Pirquitas       | 4 |
| Carlos Olas               | El Auténtico        | 4 |
| Julio Prida               | Deportivo Sumalao   | 4 |
| Lucas Salcedo             | Juventud Unida (LF) | 4 |
| Cristian Vega             | La Estación         | 3 |
| Gastón Barrionuevo        | El Auténtico        | 3 |
| José Heredia              | Juventud Unida (LF) | 3 |
| Marcos Gutiérrez          | Social San Antonio  | 3 |
| Matías Aybar              | El Auténtico        | 3 |
| Miguel Vergara            | Ateneo M. Moreno    | 3 |
| Abel Segura               | Social San Antonio  | 2 |
| Brian Ramírez             | Deportivo Sumalao   | 2 |
| Claudio Cejas Barrionuevo | Deportivo Sumalao   | 2 |
| Claudio Varela Olivera    | Ateneo M. Moreno    | 2 |
| Damián Pacheco            | La Estación         | 2 |
| Darío Robledo             | La Estación         | 2 |
| Enzo Olas                 | Villa Dolores       | 2 |
| Fernando Ferreyra         | El Auténtico        | 2 |
| Gustavo Bazán             | El Auténtico        | 2 |
| Iván López                | Villa Dolores       | 2 |
| Luis Vega                 | Juventud Unida (LF) | 2 |
| Marcelo Bernedé           | La Estación         | 2 |
| Marcelo Valdez            | La Estación         | 2 |
| Brian Pérez               | Deportivo Sumalao   | 1 |
| Brian Valdez              | La Estación         | 1 |
| Carlos Hidalgo            | Las Pirquitas       | 1 |
| Carlos Olea               | El Auténtico        | 1 |
| Carlos Tapia              | El Auténtico        | 1 |
| Claudio Quinteros         | Deportivo Sumalao   | 1 |
| Claudio Rojas Ibáñez      | El Auténtico        | 1 |
| Cristian Collantes        | Villa Dolores       | 1 |
| Cristian Ferreyra         | Villa Dolores       | 1 |
| Cristian Nieva            | Social San Antonio  | 1 |
| Cristian Salcedo          | Villa Dolores       | 1 |
| Damián Sosa               | Ateneo M. Moreno    | 1 |
| Diego Varas               | Social San Antonio  | 1 |
| Emmanuel Martel Medina    | Ateneo M. Moreno    | 1 |
| Enrique Moreira           | Villa Dolores       | 1 |
| Esteban Oliva             | El Auténtico        | 1 |
| Exequiel Bazán            | Ateneo M. Moreno    | 1 |
| Fabio Toledo              | La Estación         | 1 |
| Facundo Castro            | Las Pirquitas       | 1 |
| Federico Zurita           | Social San Antonio  | 1 |
| Gastón Ibáñez             | Social San Antonio  | 1 |
| Gonzalo Páez              | La Estación         | 1 |
| Gustavo Villafañe         | Deportivo Sumalao   | 1 |
| Jeremías Bustamante       | Las Pirquitas       | 1 |
| Jonathan Carrizo          | Ateneo M. Moreno    | 1 |
| Juan Carlos Contreras     | Villa Dolores       | 1 |
| Juan Roldán               | Villa Dolores       | 1 |
| Leonardo Agüero           | Ateneo M. Moreno    | 1 |
| Leonel Canil              | Villa Dolores       | 1 |
| Luis Ahumada              | Social San Antonio  | 1 |
| Luis Arréguez             | La Estación         | 1 |
| Luis Galván               | Ateneo M. Moreno    | 1 |
| Marcos Mangolla           | El Auténtico        | 1 |
| Marcos Rodríguez          | Social San Antonio  | 1 |
| Mariano Daghero           | La Estación         | 1 |
| Martín Medina             | La Estación         | 1 |
| Mateo Jalil               | Villa Dolores       | 1 |
| Matías Reinoso            | Deportivo Sumalao   | 1 |
| Maximiliano Álvarez       | Ateneo M. Moreno    | 1 |
| Maximiliano Ojeda         | Villa Dolores       | 1 |
| Maximiliano Silva         | Deportivo Sumalao   | 1 |
| Pablo Aredes              | Villa Dolores       | 1 |
| Pablo Herrera             | Villa Dolores       | 1 |
| Patricio Valdez           | La Estación         | 1 |
| Ricardo Ramírez           | Ateneo M. Moreno    | 1 |
| Rodrigo Herrera           | El Auténtico        | 1 |
| Rodrigo Ortíz             | Deportivo Sumalao   | 1 |
| Rodrigo Ruíz              | Deportivo Sumalao   | 1 |
| Sergio Salcedo            | Juventud Unida (LF) | 1 |

### Autogoles
| Fecha      | Jugador            | Equipo       | Autogoles | Contra              |
| ---------- | ------------------ | ------------ | --------- | ------------------- |
| 27/07/2019 | Rafael Barrionuevo | La Estación  | 1         | Juventud Unida (LF) |
| 25/08/2019 | Elías Agüero       | La Estación  | 1         | Villa Dolores       |
| 10/11/2019 | Fernando Ferreyra  | El Auténtico | 1         | Social San Antonio  |